# WKBW-TV
 (janvier 2025).
Si vous disposez d'ouvrages ou d'articles de référence ou si vous connaissez des sites web de qualité traitant du thème abordé ici, merci de compléter l'article en donnant les références utiles à sa vérifiabilité et en les liant à la section « Notes et références ».
WKBW-TV est une station de télévision américaine affiliée au réseau de télévision ABC. Elle émet sur la région métropolitaine de la ville de Buffalo, dans l'État de New York, et est également accessible en Ontario, au Canada.
Son logotype est, comme de nombreuses stations du réseau ABC, le logo du 7 cerclé.

## Télévision numérique terrestre
| Canal virtuel | Image | Ratio | Programmation                             |
| ------------- | ----- | ----- | ----------------------------------------- |
| 7.1           | 720p  | 16:9  | Programmation principale WKBW-TV / ABC HD |
| 7.2           | 480i  | 16:9  | Laff (en)                                 |
| 7.3           | 480i  | 4:3   | Court TV Mystery (en)                     |
| 7.4           | 480i  | 16:9  | Grit (en)                                 |